# Flora Duffy
Flora Jane Duffy OBE (født 30. september 1987) er en bermudisk triatlet og olympisk guldmedaljevinder. 
Hun vandt en guldmedalje ved sommer-OL 2020 i Tokyo, Bermudas første guldmedalje. Dette er også Bermudas eneste guldmedalje ved sommer-OL 2020. Hun konkurrerede også ved OL i Beijing, London og Rio de Janeiro.